# Elfriede Hammerl

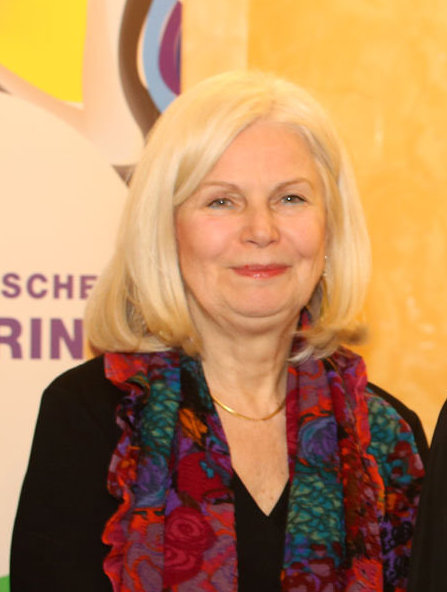
Elfriede Hammerl (2015)

Elfriede Hammerl (* 29. April 1945 in Prebensdorf, Steiermark) ist eine in Gumpoldskirchen bei Wien lebende österreichische Journalistin und Schriftstellerin.

## Leben
Elfriede Hammerl studierte Germanistik und Theaterwissenschaft an der Universität Wien und begann ihre journalistische Laufbahn beim Neuen Österreich.
Sie schrieb und schreibt Kolumnen für verschiedenste Zeitungen, Zeitschriften und Magazine (unter anderem für Kurier, stern, profil, Vogue, Cosmopolitan).
Außerdem verfasste sie Theaterstücke, Kabarett-Texte, Kurzgeschichten, Drehbücher und Romane.
Elfriede Hammerl engagierte sich im April 1997 als Mitinitiatorin für das österreichische Frauenvolksbegehren, sie kandidierte bei der Nationalratswahl 1999 für das Liberale Forum und war von 2000 bis 2002 Mitglied des Außeruniversitären Beirats der Universität Innsbruck.

## Werke
- Schuldgefühle sind schön. Beobachtungen des Katers Ferdinand. 1992; Neuauflage Deuticke 2003, ISBN 3-216-30680-1
- Hunde – Kleine Philosophie der Passionen. dtv 1997, ISBN 978-3423200370
- Steile Typen im Supermarkt / oder Die Hausfrau braucht Herausforderungen. Ueberreuter 1998
- Mausi oder Das Leben ist ungerecht. Deuticke 2002; TB Piper ISBN 978-3492239530
- Wunderbare Valerie. Deuticke 2003, ISBN 3-216-30674-7
- Der verpasste Mann. Deuticke 2004, ISBN 978-3216307194
- Müde bin ich Känguru – Leben in der Patchwork-Familie. Zsolnay 2006, ISBN 3-552-06017-0
- Hotel Mama – Nesthocker, Nervensägen und Neurosen. Zsolnay 2007, ISBN 3-552-06066-9
- Von Liebe und Einsamkeit. Kremayr & Scheriau 2016, ISBN 978-3-218-01022-1
- Alte Geschichten: Erzählungen. Kremayr & Scheriau 2018, ISBN 978-3-218-01106-8
- Das muss gesagt werden: Kolumnen. Kremayr & Scheriau 2020, ISBN 978-3-218-01235-5
- Der Hund hat Recht: Ein Dialog. Kremayr & Scheriau 2023, ISBN 978-3-218-01412-0

## Filmografie
- 1980: Paradiese und andere Zustände
- 1985: Corinna (Fernsehfilm)
- 1998: Quintett komplett (Fernsehfilm)
- 2000: Der Hund muss weg (Fernsehfilm)
- 2000: Probieren Sie’s mit einem Jüngeren (Fernsehfilm)
- 2004: Familie auf Bestellung (Fernsehfilm)

## Auszeichnungen
- 1999 Preis der Stadt Wien für Publizistik
- 2002 Wiener Frauenpreis
- 2003 Concordia-Preis in der Kategorie Menschenrechte
- 2006 Goldenes Verdienstzeichen des Landes Wien
- 2006 Medienlöwin[1]
- 2011 Kurt-Vorhofer-Preis
- 2011 Berufstitel Professorin[2]
- 2015 Frauenring-Preis[3]
- 2016 Goldenes Ehrenzeichen für Verdienste um die Republik Österreich[4]
- 2016 Österreichischer Journalist des Jahres – Auszeichnung für das Lebenswerk[5]
- 2017 Lebenswerk-Preis des Bundesministeriums für Gesundheit und Frauen[6]
- 2018 Concordia-Preis für ihr Lebenswerk[7][8]